# NGC 3967
NGC 3967 (również PGC 37398) – galaktyka eliptyczna (E-S0), znajdująca się w gwiazdozbiorze Pucharu. Odkrył ją Wilhelm Tempel 19 maja 1881 roku.